# Gasthaus zum Ochsen (Eschenau)

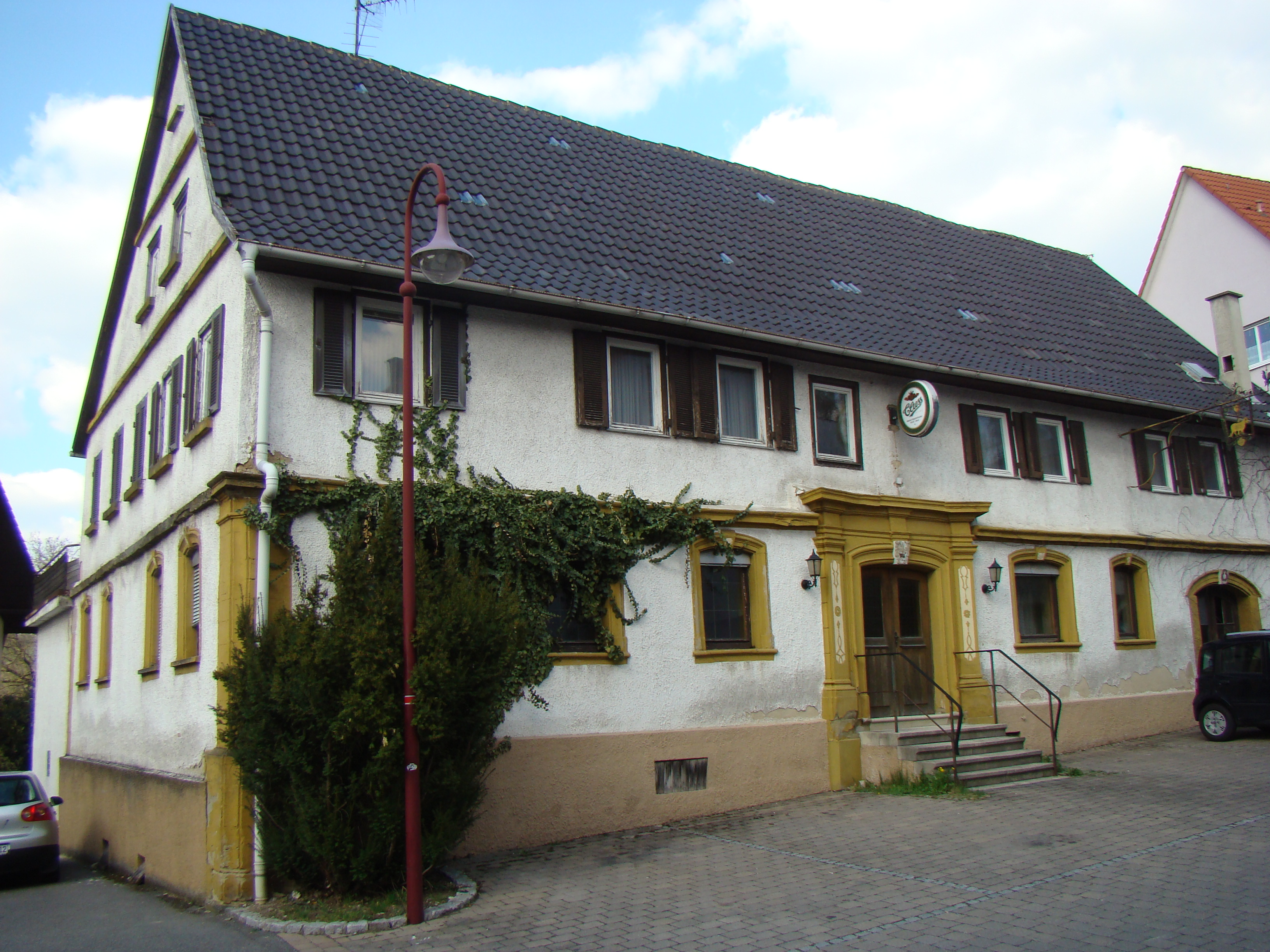
Gasthaus zum Ochsen in Obersulm-Eschenau

Das Gasthaus zum Ochsen in Eschenau, einem Ortsteil der Gemeinde Obersulm im Landkreis Heilbronn im nördlichen Baden-Württemberg, ist eine historische Gastwirtschaft.
Das Gasthaus wurde urkundlich erstmals 1683 erwähnt und besaß die Schildgerechtigkeit. Das heutige barocke Gebäude datiert gemäß der Inschrift des Konsolsteins im Portal von 1788. In unmittelbarer Nachbarschaft befanden sich mit den Gasthäusern Zum Schwanen und Zur Rose einst noch zwei weitere historische Gasthäuser.
Der Ochsen verfügt über einen großen Sandstein-Gewölbekeller, eine eingebaute Brennerei, ein massives Erdgeschoss mit Werksteingliederung und ein Obergeschoss mit verputztem Fachwerk. 2000 wurde das Gebäude, das laut Denkmalschutzbehörde in seinem Erscheinungsbild gut überliefert sei, wegen seiner heimatgeschichtlichen Bedeutung und aus Gründen der Wissenschaft unter Denkmalschutz gestellt, um es zu erhalten.
Nach dem Tod der letzten Wirtin 1996 stand das Gebäude leer. 2016 wurde nach 20 Jahren Leerstand mit Planungen begonnen, das Gasthaus zu einem Wohngebäude umzubauen. Fünf Wohnungen von 42 bis 130 m² sollen entstehen.

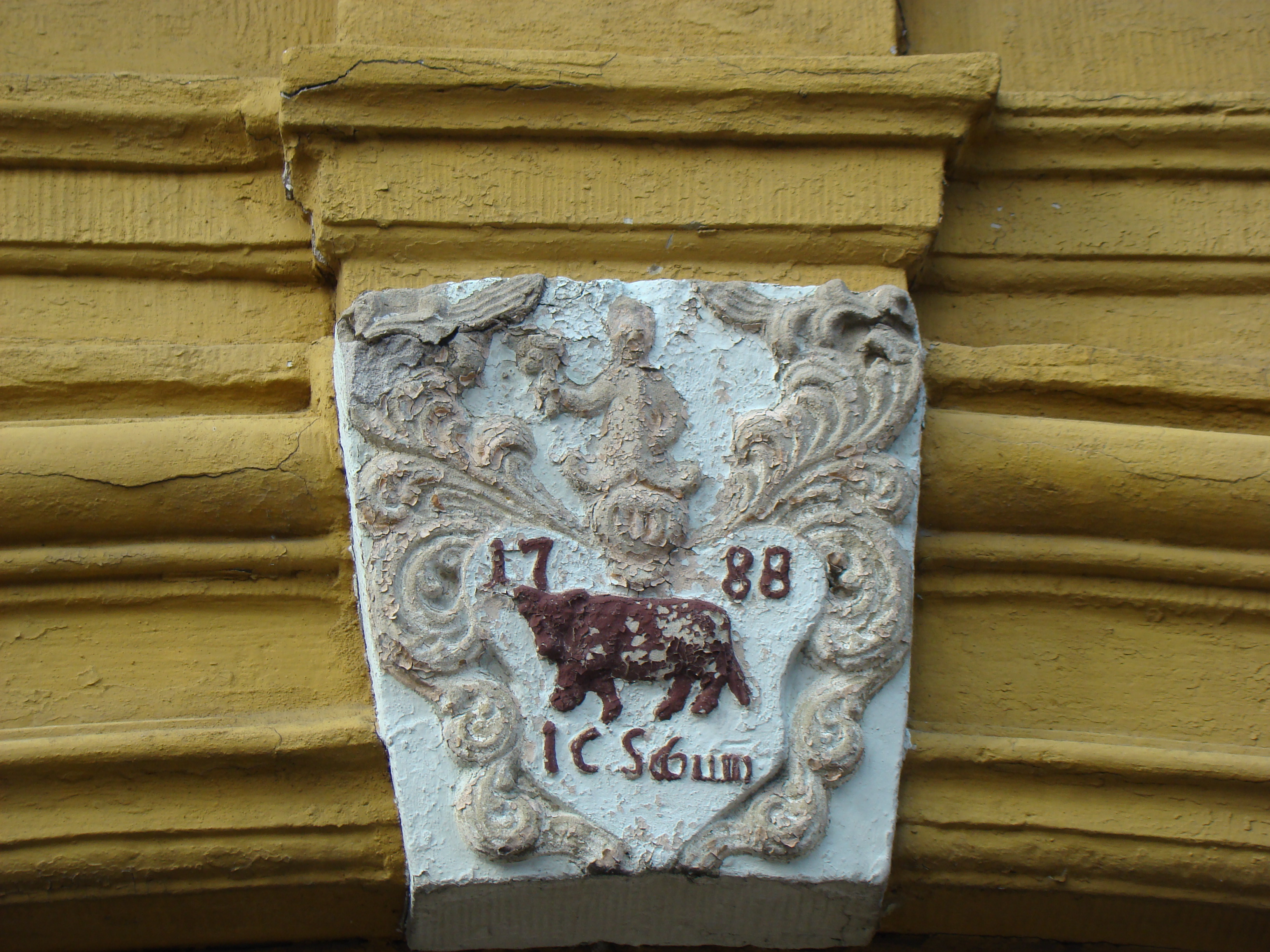
Datierung 1788 am Portal
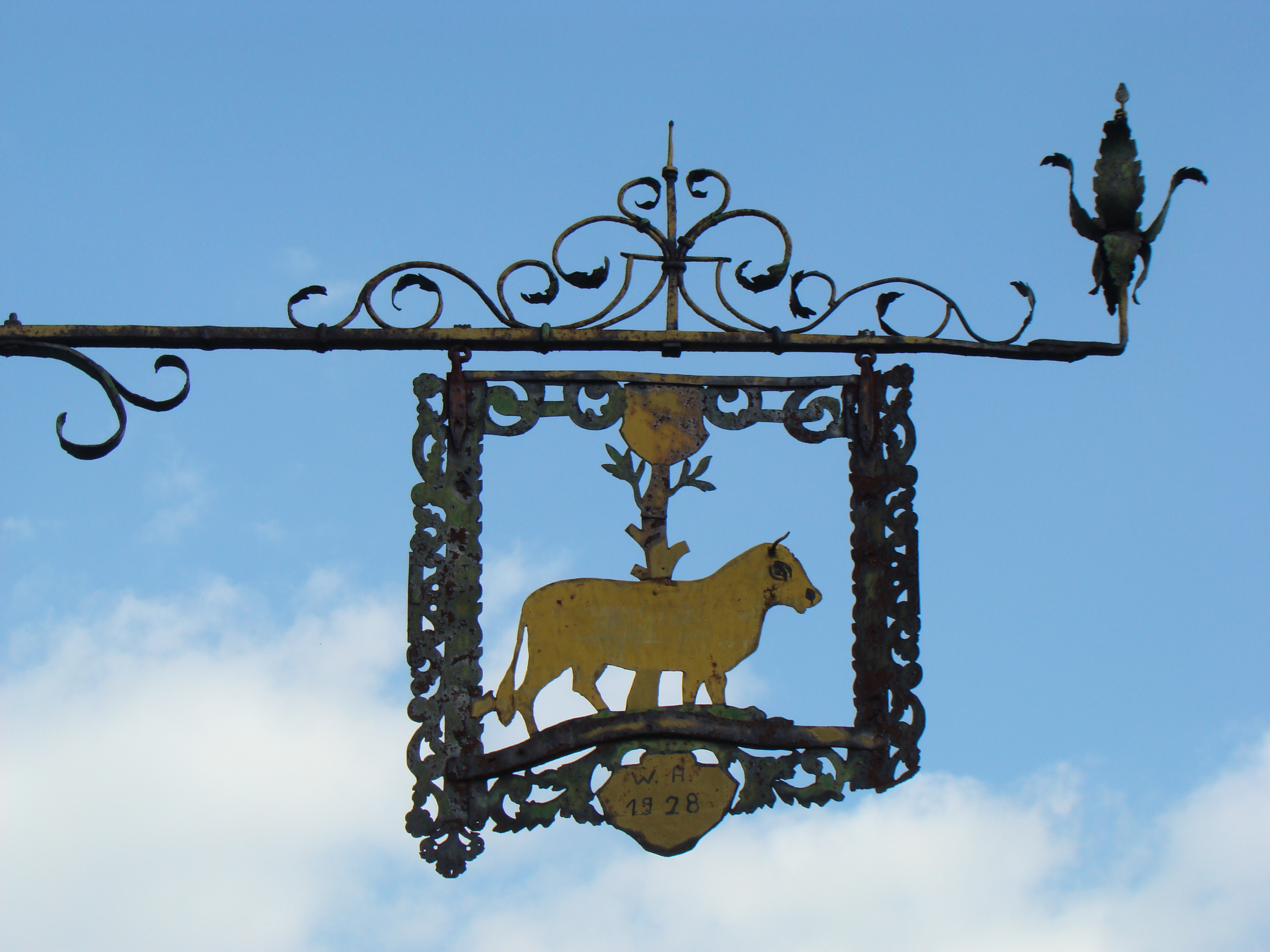
Schild von 1928